# Geschichte der Schweinehaltung

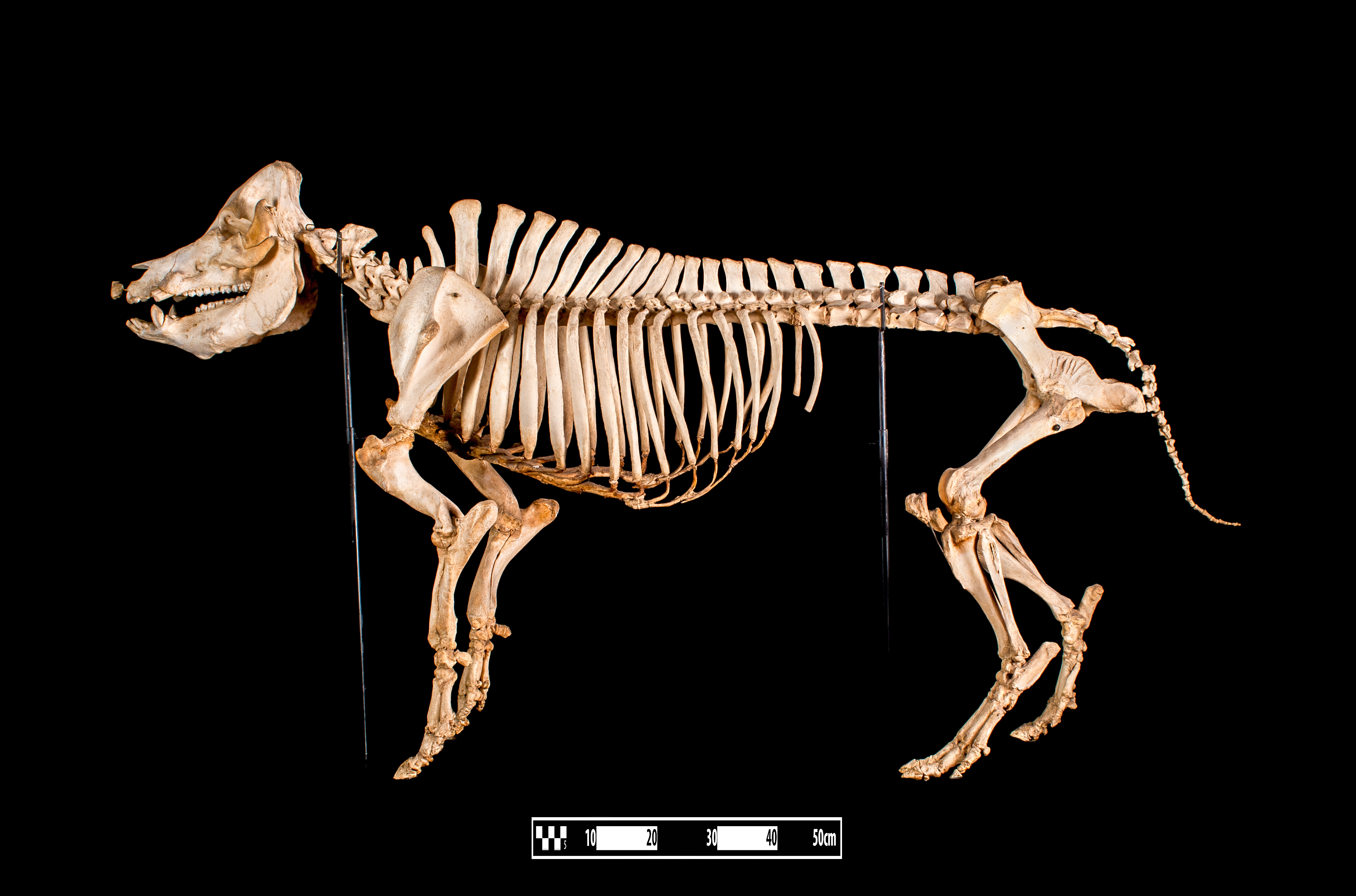
Skelett

Die Geschichte der Schweinehaltung begann mit der Domestizierung des Wildschweins ab 10500 Before Present. Das Hausschwein gilt zusammen mit Haushund, Rind, Schaf, Ziege und Hauspferd als frühes Haustier.
Lange Zeit gingen Forscher davon aus, dass die Domestizierung des Wildschweins unabhängig voneinander in nur zwei Kulturräumen erfolgte: in China und im Vorderen Orient, vermutlich in der Region des fruchtbaren Halbmonds. Von dort seien Schweine im Zusammenhang mit der Migration dann in andere Regionen gebracht worden, unter anderem nach Europa. Neue Forschungsergebnisse von Wissenschaftlern der Universität Oxford aus dem Jahr 2005 widerlegen diese Theorie. DNA-Analysen bei 686 Wild- und Hausschweinen aus verschiedenen Kontinenten ergaben, dass die Domestizierung in mehreren Regionen der Welt unabhängig voneinander erfolgt sein muss. So wurden abweichende DNA der Schweine in Mitteleuropa, Italien, Nordindien, Südostasien und auf südostasiatischen Inseln wie den Philippinen gefunden. Ein Zentrum früher Domestizierung könnte auf dem Gebiet des heutigen Deutschland gelegen haben. Bislang war man von nur einer asiatischen und zwei europäischen Sus scrofa-Unterarten ausgegangen, nun geht man von mindestens sieben aus. Die asiatischen Schweine entstammen dem Bindenschwein Sus scrofa vittatus, das als ausgestorben gilt.

## Verbreitung
In China wird das Hausschwein seit etwa 10000 Jahren ununterbrochen als Nutztier gehalten und Schweinefleisch ist heute dort die meistgegessene Fleischsorte. Von Südchina aus verbreitete sich die Schweinezucht innerhalb von weniger als 2000 Jahren nach ihrem Beginn in ganz Südostasien bis nach Polynesien, nicht jedoch bis nach Australien.

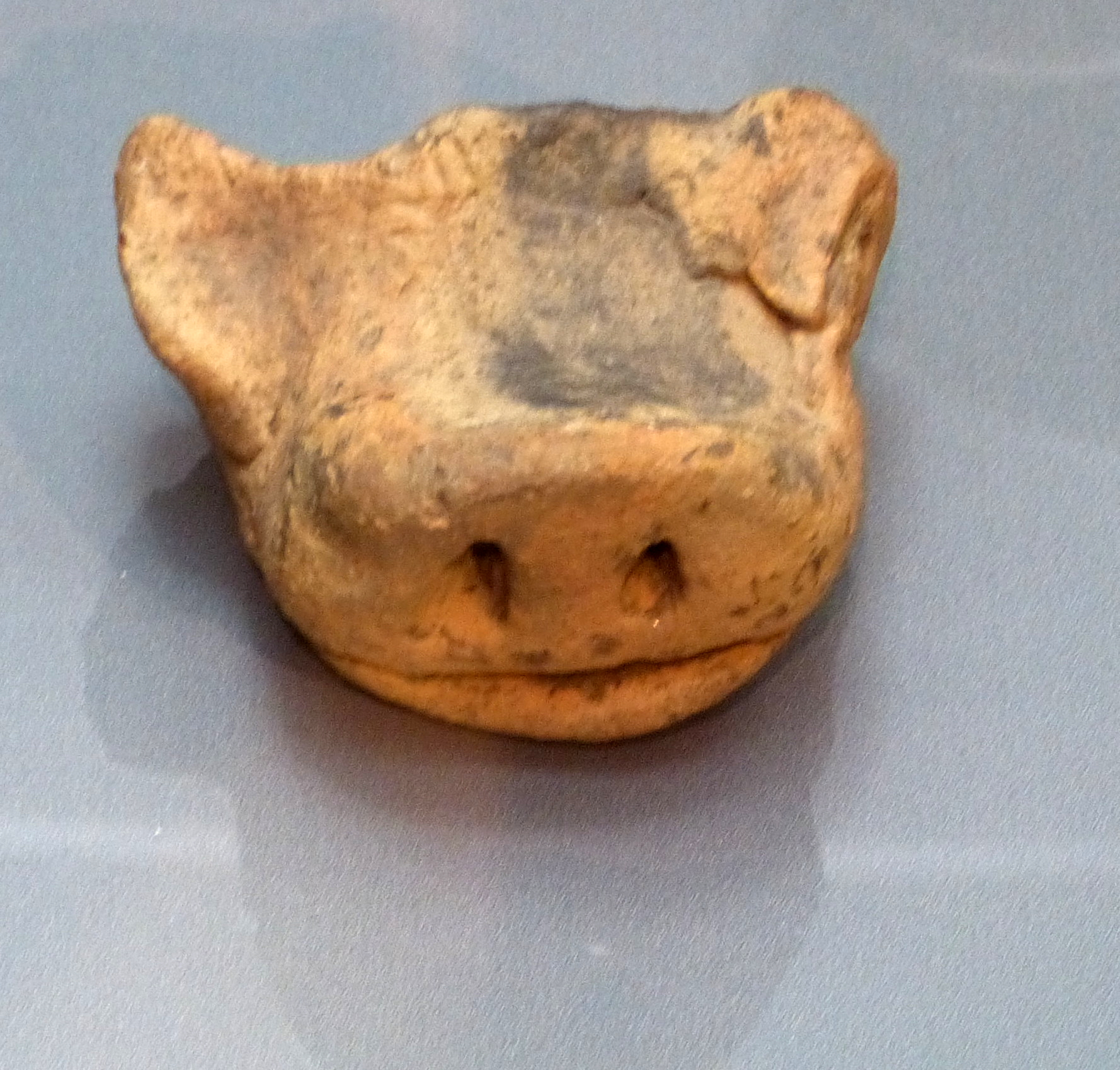
Jungsteinzeitlicher Schweinekopf aus Wandersleben
(Museum für Ur- und Frühgeschichte Thüringens, Weimar)

Im Vorderen Orient erfolgte die Domestizierung des Schweins gleichzeitig mit oder kurz nach der von Schaf, Ziege und Rind. Zur damaligen Zeit war die Region noch waldreicher und bot den Schweinen mit Eichen- und Buchenwäldern einen geeigneten Lebensraum und Nahrung. Zu den ältesten Fundorten von Knochen halbdomestizierter Schweine gehören die neolithischen Siedlungen von Jericho (Palästina), Jarmo (Irak), Çatalhöyük und Hallan Çemi (Türkei) sowie Argissa-Margula (Griechenland). Darstellungen von Schweinen als Kleinplastiken und auf Rollsiegeln und Amuletten sind aus dem 5. Jahrtausend für den Iran und aus dem 4. Jahrtausend für Mesopotamien belegt. In altägyptischen Wirtschaftstexten werden Schweine häufig erwähnt, bildliche Darstellungen sind jedoch sehr selten. In mehreren anderen Siedlungen im Vorderen Orient fand man große Mengen von Schweineknochen aus der Zeit bis 2000 v. Chr. an Orten, die rituelle Schlachtungen vermuten lassen.
Die Schweinezucht ging im Vorderen Orient später stark zurück. Die Ursache dafür wird in der weitgehenden Abholzung der Wälder im Zuge der Ausweitung des Ackerbaus und der Veränderung des Klimas vermutet. Unter solchen Bedingungen wurde die Schweinehaltung zusehends schwieriger, da Schweine mäßige Temperaturen, Schatten und feuchten Boden benötigen und sich auch nicht mehr vorwiegend in den Wäldern ernähren konnten, was sie als Allesfresser zum Nahrungskonkurrenten des Menschen machte. Die vormals intensiv betriebene Schweinezucht wurde zum Luxus. Dennoch hielt sich die Schweinezucht in kleinerem Umfang bis in nachchristliche Zeit. Bevorzugt wurden aber die an die nun trockenen Lebensbedingungen wesentlich besser angepassten Schafe und Ziegen, die zudem als Wiederkäuer für Menschen ungenießbare Nahrung verwerten sowie Wolle und Milch liefern.
Die halbnomadisch lebenden Hebräer lehnten traditionell Schweinefleisch als Nahrung ab. Ausdruck findet diese Nahrungskultur bis heute im Schweinefleisch-Verbot des Judentums, das die Muslime übernahmen. Obwohl das jüdische Schweinefleisch-Verbot auch in den verschiedenen Christlichen Bibeln enthalten ist, betrachten es die meisten christlichen Kirchen nicht als verbindlich.
Bis etwa 5000 v. Chr. hatte sich die Schweinehaltung über Südosteuropa bis nach Mitteleuropa ausgebreitet, während die Verbreitung nach Südwesteuropa langsamer fortschritt. Besonders beliebt wurde Schweinefleisch bei den Griechen und Römern (siehe auch Schweinehaltung in der Antike). In Europa blieb das Hausschwein – begünstigt durch den Waldreichtum und das feuchte Klima – bis in die Neuzeit – der wichtigste Fleischlieferant.
Anders als in Eurasien wurden Schweine in Afrika und Amerika nicht domestiziert. Die in Afrika lebenden Arten waren dazu ebenso wenig geeignet wie die in Amerika vorkommenden Nabelschweine. In Australien gab es durch die frühzeitige Isolation des Kontinents überhaupt keine Schweine. Erst durch die europäischen Kolonisatoren wurden Hausschweine auf diesem Kontinenten angesiedelt, erreichten aber bis heute nicht annähernd die Bedeutung, die sie für die europäische und asiatische Ernährung haben.
Christoph Kolumbus brachte auf seiner zweiten Reise im Jahr 1493 die ersten Schweine mit in die Neue Welt; er setzte acht Exemplare auf der Karibikinsel Hispaniola aus. Auf den amerikanischen Kontinent gelangten domestizierte Schweine erst später als Folge einer Expedition von Hernando de Soto (1539–42). Nach 1600 wurden weitere Tiere aus Großbritannien eingeführt.
Die gezielte Züchtung von verschiedenen Schweinerassen begann den Quellen zufolge erst im 18. Jahrhundert.
Mehr als 40 Prozent der Hausschweine weltweit (489 Millionen) werden heute in China gehalten. Mit einem Bestand von heute 191 Millionen Tieren ist Europa nach China der weltweit zweitgrößte Schweinefleischproduzent. Dänemark ist das einzige Land, das laut Statistik mehr Hausschweine besitzt als Einwohner. In den USA und Kanada zusammen gibt es etwa 70 Millionen Hausschweine.

## Schweinehaltung

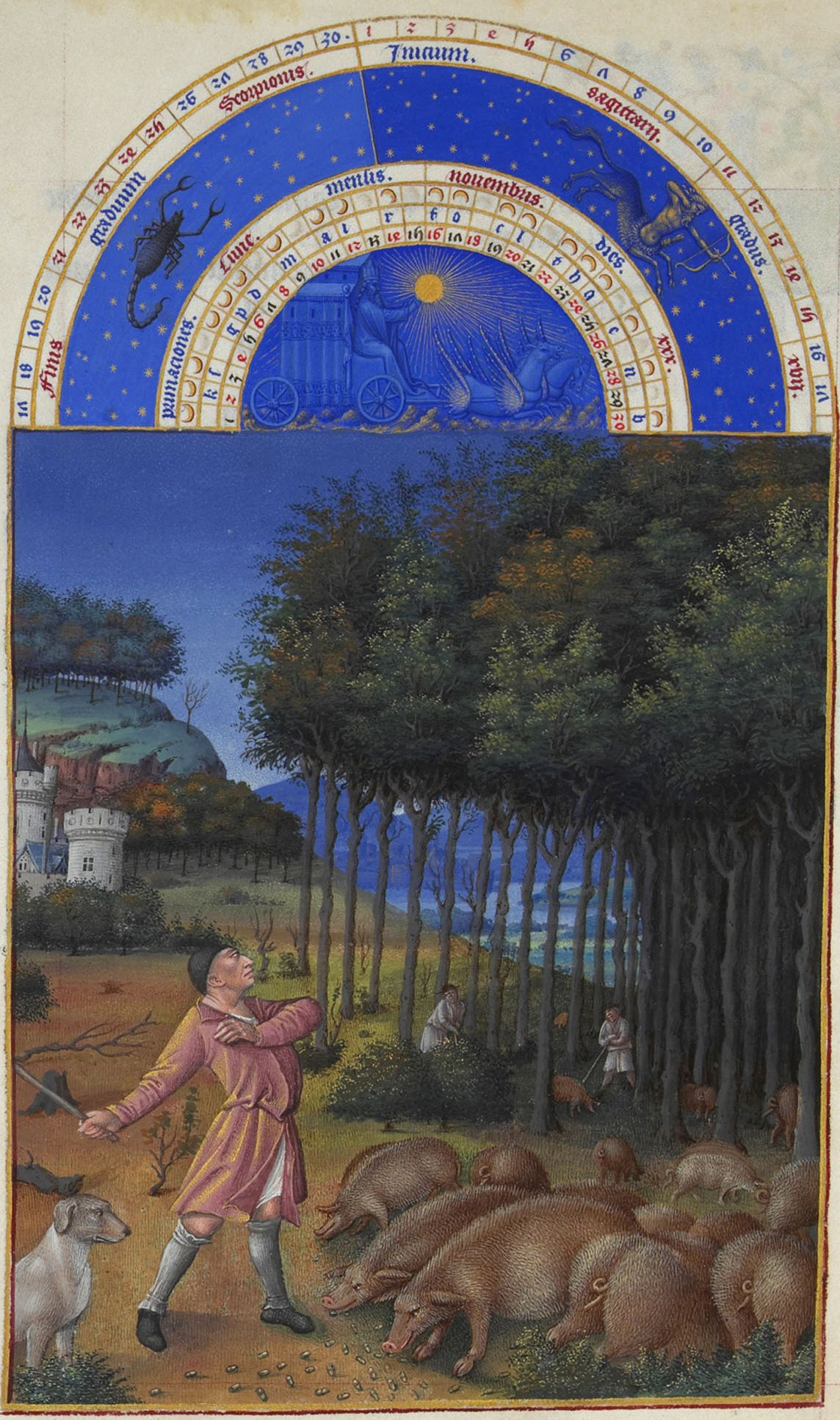
Schweinehirt und Schweineherde während der Eichelmast, Stundenbuch des Herzogs von Berry, 15. Jahrhundert

Seit der Frühzeit ihrer Domestizierung wurden Schweine entweder in frei laufenden Herden in der Nähe von Wäldern gehalten oder auf eingezäunten Weideflächen innerhalb einer Siedlung. In beiden Fällen waren die Tiere keine Nahrungskonkurrenten für die Menschen. In Westeuropa fraßen die zahmen Schweine bei der Eichelmast in erster Linie Eicheln, Kastanien, Bucheckern, Haselnüsse und Wildfrüchte wie Beeren, Äpfel und Birnen. Im Erdreich gruben sie nach Pilzen, Wurzeln, Würmern und Maden, außerdem erbeuteten sie mitunter Mäuse, Schnecken oder kleine Vögel.
Die Herdenhaltung in Wäldern ist seit der Antike für Europa belegt. Im frühen Mittelalter waren die Zahlungen für die Verleihung entsprechender Nutzungsrechte an Hutewäldern eine bedeutendere Einkommensquelle für die Grundherren als der Verkauf von Holz. Die Bauern schützten ihre Felder in dieser Zeit durch Zäune vor wildernden Schweinen, die die Ernte zerstört hätten. Im Laufe der Zeit wurde der Herbst zur Hauptphase der Schweinemast, weil dann die Nüsse reif waren. Vielerorts wurde es üblich, mit der Mast am Festtag des Heiligen Michael (29. September) zu beginnen und die Schweine dann Anfang Dezember zu schlachten.
In Ostasien, zum Beispiel in China und Korea, wurden Schweine auf Grund massiver Abholzung der Wälder und Mangel an größeren Weideflächen auf Grund der höheren Bevölkerungsdichte nur selten in Herden gehalten und in Wäldern gemästet. Hier hielten sich die Haushalte in der Regel einige Hausschweine für den Eigenbedarf, die sich überwiegend von Küchenabfällen ernährten, denn das Schwein ist physiologisch ein Allesfresser. Diese Form der Haltung sicherte den Menschen die nahezu kostenfreie Versorgung mit Schweinefleisch, da kein Futter beschafft werden musste.
In Europa war die Verfütterung von echtem Abfall an Schweine bis ins 15. Jahrhundert hinein dagegen eher unüblich, obwohl sie teilweise Essensreste erhielten. In der Neuzeit wurden die Tiere in europäischen und amerikanischen Städten jedoch gezielt gehalten, um sich anfallender Abfälle zu entledigen. Während die Haushalte auch auf dem Land sich einzelnen Schweine hielten, um Überschüsse der verderblichen Ernte zu nutzen und Essensabfälle zu verfüttern, wurden in den Städten eine größere Anzahl von Schweinen gezielt gehalten, um die Reste von Gemeinschaftsverpflegungen zu verwerten. Der Ruf des Sparschweins (engl. „Piggy bank“) beruht auf dieser Vorgehensweise. In ländlichen Regionen Lateinamerikas gibt es auch heute noch halbwilde Schweine, die sich ihr Futter selbst in der Umgebung suchen.
Im 18. Jahrhundert wurden Hausschweine in Deutschland auf dem Land tagsüber noch auf die Weide getrieben und nur über Nacht im Stall gehalten. Im Herbst wurden sie nach der Getreideernte auf die Stoppelfelder gelassen, wo sie nicht nur Getreide fraßen, sondern auch im Boden nach Kleintieren wühlen durften. Daneben gab es auch noch die Mast im Wald mit Eicheln und Bucheckern. Im Winter blieben die Schweine generell im Stall und wurden mit gekochten Kartoffeln, Rüben und durch Wasser verdünnten „Branntweinspülicht“ gefüttert. „Bei der Stall- oder Hausmast gibt es sechs Arten von Mastungen. Die erste geschieht durch Gartengewächse und Körner oder Getreide; die zweite mit Branntweinschlamm; die dritte mit dem Abgange bei den Stärke- und Kraftmehlfabriken, und bei den Getreidemühlen; die vierte, mit den Abgängen in Bier- und Essigbrauereyen; die fünfte, mit Sauerteig, und die sechste, mit Brod.“ Krünitz bezeichnet Kartoffeln als besonders geeignet für die Mast. Er unterscheidet bei der Mast zwischen Speck- und weniger fetthaltigen Küchenschweinen.
Die Schweinehaltung war in den deutschsprachigen Regionen unterschiedlich ausgeprägt und von der Verfügbarkeit von Futtermitteln abhängig, aber auch von regionalen Nahrungsvorlieben. „In der Mark, in Pommern und in Westphalen, in welchen Ländern das Gesinde zu dem geräucherten Schweinefleische gewöhnt ist, kann wohl Niemand seine Haushaltung, ohne eine gewisse Anzahl von Schweinen zu schlachten und das Fleisch zu räuchern, bestreiten; dagegen ist sie z. B. weniger bedeutend in Sachsen und Schlesien, weil in diesen Ländern das Gesinde nicht an Schweinefleisch gewöhnt ist, überhaupt weit schlechter gespeiset wird. Man schlachtet zwar auch daselbst Schweine, ihr Fleisch wird aber größtentheils frisch verzehrt, und nur so viel, als zum Verbrauche für die herrschaftlichen Tische nöthig ist, geräuchert.“
Im 19. Jahrhundert war in Mitteleuropa die reine Stallhaltung üblich. Zuchtsauen wurden vor allem mit gekochten Kartoffeln oder Rüben gefüttert, wobei oft Kleie, gekochte Erbsen, Trester, saure Milch oder Molke zugesetzt wurde. Um 1850 war der Kartoffelanbau etabliert. Im Sommer wurden Klee, Luzerne oder Unkraut verfüttert, im Herbst auch Eicheln und Bucheckern. Es war noch üblich, Junge und Mutterschweine täglich mehrere Stunden frei laufen zu lassen. Der damalige primitive „Schweinekoben“ wurde durch eine ausreichende Bewegung am Tage kompensiert. Zudem war eine zusätzliche eigenständige Futtersuche möglich. Die Schweine wurden immer noch von einem Schweinehirten geführt.

## Zucht
Gezielt gezüchtet wurden Schweine erst in der Neuzeit, vor allem in England seit dem 18. Jahrhundert, als das Prinzip der Selbstversorgung mit Lebensmitteln in den Städten aufgegeben wurde. Bis zu diesem Zeitpunkt unterschieden sich Hausschweine optisch nicht stark von den Wildschweinen.
Englische Schweinezüchter importierten Tiere aus Ostasien und aus Neapel, die ursprünglich auch aus Südostasien kamen, und kreuzten sie mit ihren heimischen Hausschweinen. Die ersten weißen Schweine sollen aus der chinesischen Region um Canton gekommen sein. Gewünscht waren schnell wachsende Schweine mit möglichst hohem Speckanteil. Als Ergebnis der Versuche entstand um 1770 das erste moderne Zuchtschwein mit dem Rassenamen Leicester. Um 1800 kamen die Rassen Small White und Essex hinzu. Der Nachteil der Neuzüchtungen war die geringere Fruchtbarkeit, teilweise sogar Sterilität der Säue. Außerdem sollen sie anfälliger für Infektionskrankheiten gewesen sein.
Mitte des 19. Jahrhunderts kamen in England die Rassen Large White und Middle White auf den Markt, die ab 1860 zu Zuchtzwecken auch nach Deutschland importiert wurden. Das Ziel war ein ausgesprochenes „Fettschwein“, das gut für die Mast bei reiner Stallhaltung geeignet war. Diese Form der Haltung erwies sich als effektiver, um die steigende Nachfrage in den Städten nach Schweinefleisch und Speck zu befriedigen.
1874 wurden die Schweinerassen in Deutschland in folgende Gruppen eingeteilt:
- Marschschweine
- Deutsche Landschweine
- Gekreuzte Hausschweine
- Englische Rassen

Nach 1900 setzte verstärkt die Veredelung der deutschen Landschweine durch Kreuzungen mit englischen Rassen ein. Am beliebtesten war Large White, auch Yorkshire genannt. Es entstanden so genannte „weiße Schweine“ mit heller rosiger Haut, die in Edelschweine und Veredelte Landschweine unterteilt wurden. Ungekreuzt spielten Berkshire-Schweine und Cornwallschweine bis 1960 eine gewisse Rolle in Deutschland. Bei einer Erhebung im Jahr 1936 dominierten die veredelten Landschweine mit 71,6 %; deutlich geringer war der Anteil der deutschen Edelschweine (19,5 %) und der Schwäbisch-Hällischen Schweine (4,8 %).
Ende der 1950er Jahre änderte sich der Geschmack der deutschen Verbraucher, die nun zarteres Fleisch und weniger Fett wünschten. Daraufhin wurden längere und dünnere Schweine gezüchtet, die ein zusätzliches Rippenpaar (Koteletts) aufweisen und stark ausgeprägte Schinken haben.
Heute gibt es weltweit über 730 verschiedene Rassen, 2/3 davon in China und Europa; rund 270 gelten als vom Aussterben bedroht. Nur 58 Rassen werden in mehr als einem Land gehalten, 33 sind weltweit verbreitet. Die international mit Abstand bedeutendsten sind Large White (117 Länder), Duroc (93 Länder), Landschwein (91), Hampshire (54) und Pietrain (35). In der Schweineproduktion werden heute zu mehr als 90 Prozent Hybridschweine eingesetzt.